# Plebejus sephirus
Plebejus sephirus är en fjärilsart som beskrevs av Frivaldsky 1835. Plebejus sephirus ingår i släktet Plebejus och familjen juvelvingar. Inga underarter finns listade i Catalogue of Life.